# Mihaela Sandu
Mihaela Sandu (* 19. Februar 1977 in Ploiești) ist eine rumänische Schachspielerin.

## Erfolge
Bei der 1. Jugendeuropameisterschaft der Mädchen in der Altersklasse U14 erreichte sie 1991 im rumänischen Mamaia hinter Maia Lomineischwili den zweiten Platz. Bei der rumänischen Einzelmeisterschaft der Frauen wurde sie 2013 Dritte und 2014 hinter Corina-Isabela Peptan Zweite.
Für die rumänische Frauennationalmannschaft spielte sie bei den Mannschaftseuropameisterschaften 2009 in Novi Sad am vierten Brett und 2015 in Reykjavík als Reservespielerin und bei der Schacholympiade 2014 in Tromsø am Reservebrett.
Vereinsschach spielt Mihaela Sandu in Rumänien für den Club Sportiv Studențesc Medicina Timișoara. In Frankreich spielte sie in der Saison 2007/08 in der Nationale 2 und Nationale 1 Mannschaftsschach. In der britischen Four Nations Chess League (4NCL) spielte sie in den Saisons 2007/08 und 2008/09 für die 2. Mannschaft von Guildford A&DC sowie in der Saison 2017/18 für 3Cs, in der bulgarischen Frauenmeisterschaft 2013 für den Verein Marek-Union Ivkoni aus Dupniza.
Bei der Schacheuropameisterschaft der Frauen 2015 wurde Sandu von 15 Teilnehmerinnen des Betrugs beschuldigt, nachdem sie als 45. der Setzliste ihre ersten fünf Partien gewann. Die Vorwürfe erhärteten sich nicht. In einem Verfahren vor der Ethikkommission der FIDE wurde gegen Natalja Schukowa, die Initiatorin des Protests, wegen unberechtigter Beschuldigung eine dreimonatige Sperre beschlossen, die zur Bewährung ausgesetzt wurde.
Seit Juni 2007 trägt Sandu den Titel Internationaler Meister der Frauen (WIM). Die Normen hierfür erzielte sie alle in Frankreich: bei einem Turnier in Marseille im Juli 2006, im selben Monat mit Übererfüllung beim Loubatiere-Masters in Montpellier sowie im März 2007 beim 23. Open in Cappelle-la-Grande, ebenfalls mit Übererfüllung. Großmeister der Frauen (WGM) ist sie seit November 2008. Die Normen für ihren WGM-Titel erzielte sie im April 2007 beim 25. internationalen Turnier in Metz, in der rumänischen Frauenliga im Oktober 2007 mit Übererfüllung, sowie im September 2008 beim ROMGAZ-Open in Bukarest, bei dem sie unter anderem gegen die Großmeister Boris Tschatalbaschew und Wadym Schyschkin gewinnen konnte.
Ihre bisher höchste Elo-Zahl von 2347 erreichte sie im Juni und Juli 2015.